# Vrydagzynea bractescens
Vrydagzynea bractescens är en orkidéart som beskrevs av Henry Nicholas Ridley. Vrydagzynea bractescens ingår i släktet Vrydagzynea och familjen orkidéer. Inga underarter finns listade i Catalogue of Life.